# Скокум
Скокум (пол. Skokum) — село в Польщі, у гміні Заґурув Слупецького повіту Великопольського воєводства.
Населення — 272 особи (2011).
У 1975-1998 роках село належало до Конінського воєводства.

## Демографія
Демографічна структура станом на 31 березня 2011 року:
|          | Загалом | Допрацездатний вік | Працездатний вік | Постпрацездатний вік |
| -------- | ------- | ------------------ | ---------------- | -------------------- |
| Чоловіки | 138     | 36                 | 95               | 7                    |
| Жінки    | 134     | 20                 | 88               | 26                   |
| Разом    | 272     | 56                 | 183              | 33                   |